# یاشی‌کی
یاشی‌کی (انگلیسی: Yashikey) یک شهرک در شهرستان چیشمینسکی در استان باشقیرستان کشور روسیه است.